# Running Scared (Eldar og Nigar-sang)
Running Scared er vindersangen af Eurovision Song Contest 2011. Sangen er sunget af de aserbajdsjanske sangere Eldar Qasımov og Nigar Camal bedre kendt som Eldar & Nigar. De vandt med sangen i 2011 og det er derfor Eurovision blev holdt i Baku, Aserbajdsjan i 2012.

## Hitlister
| Chart (2011)                                     | Peak position |
| ------------------------------------------------ | ------------- |
| Østrig (Ö3 Austria Top 40)                       | 22            |
| Belgien (Ultratop 50 Flanderen)                  | 37            |
| Belgien (Ultratip Wallonien)                     | 7             |
| Tyskland (Official German Charts)                | 33            |
| Iceland (RÚV)                                    | 2             |
| Irland (IRMA)                                    | 41            |
| Holland (Single Top 100)                         | 59            |
| Romania (Romanian Top 100)                       | 99            |
| Slovakia (IFPI)                                  | 50            |
| Schweiz (Schweizer Hitparade)                    | 11            |
| Storbritannien Singles (Official Charts Company) | 61            |